# NGC 4377-3
NGC 4377-3 is een compact sterrenstelsel in het sterrenbeeld Hoofdhaar. Het hemelobject werd op 19 februari 1784 ontdekt door de Duits-Britse astronoom William Herschel. NGC 4377-3 vormt met NGC 4377-1 en NGC 4377-2 een kleine groep van sterrenstelsels die 57 miljoen lichtjaar van de Aarde verwijderd ligt.

## Synoniemen
- UGC 7501
- MCG 3-32-25
- ZWG 99.41
- 3ZW 65
- VCC 778
- PGC 40476